# Monostichella robergei
Monostichella robergei (Desm.) Höhn.) – gatunek grzybów z typu workowców (Ascomycota). Grzyb mikroskopijny, pasożyt, wywołujący plamistość liści u grabu pospolitego (Carpinus betulus).

## Systematyka i nazewnictwo
Pozycja w klasyfikacji według Index Fungorum: Monostichella, Incertae sedis, Incertae sedis, Incertae sedis, Incertae sedis, Pezizomycotina, Ascomycota, Fungi.
Po raz pierwszy zdiagnozował go w 1853 r. Jean Baptiste Henri Joseph Desmazières nadając mu nazwę Gloeosporium robergei. Obecną, uznaną przez Index Fungorum nazwę nadał mu Franz von Höhnel w 1916 r.
Synonimy:
- Gloeosporium robergei Desm. 1853
- Gloeosporium robergei var. jaapii Potebnia
- Gloeosporium robergei Desm. 1853 var. robergei

## Objawy i szkodliwość
Patogen rozwija się tylko na liściach grabu pospolitego, powodując powstawanie na nich brązowych plam. Powstają one na obrzeżach blaszki oraz w rozproszeniu na jej środku. Pod dobrą lupą można w ich obrębie dostrzec owocniki. Szczególnie dotknięte chorobą są starsze, w pełni rozwinięte liście.
Zazwyczaj choroba jest mało szkodliwa. Czasami jednak, przy sprzyjającej patogenowi pogodzie, dochodzi do silnego porażenia drzew. Może to nastąpić przy długotrwałej suszy osłabiającej drzewa, ale także przy długotrwałej deszczowej pogodzie wiosną. Taki silny rozwój choroby obserwowano na przykład w 2001 roku w Andelfingen w Niemczech. U dużych grabów zupełnie zbrązowiała i obumarła większość liści. Wyglądały wówczas jak uschnięte, jednak wytworzyły nowe liście i zregenerowały się.

## Ochrona
W przypadku drzew parkowych i żywopłotów umiarkowane przycięcie porażonych drzew może przynieść poprawę. W innych przypadkach nie są wymagane żadne środki zaradcze.